# Andriej Pietriczenko
Andriej Archipowicz Pietriczenko, Andrij Archipowycz Petriczenko (ros. Андрей Архипович Петриченко, ukr. Андрій Архипович Петриченко, ur. 27 lutego 1922 we wsi Andrijiwka w rejonie makarowskim w obwodzie kijowskim, zm. 30 marca 1945 k. miejscowości Groß Peterwitz obecnie Pietrowice Wielkie) – radziecki wojskowy, starszy sierżant, uhonorowany pośmiertnie tytułem Bohatera Związku Radzieckiego (1945).

## Życiorys
Urodził się w ukraińskiej rodzinie chłopskiej. Skończył szkołę wiejską, pracował w kołchozie, w 1941 został powołany do Armii Czerwonej. Od września 1941 uczestniczył w wojnie z Niemcami, walczył m.in. na 1 Froncie Białoruskim i 1 Froncie Ukraińskim jako celowniczy i później dowódca działa 1 zmechanizowanego batalionu 17 Gwardyjskiej Brygady Zmechanizowanej 6 Gwardyjskiego Korpusu Zmechanizowanego 4 Armii Pancernej, od 1943 należał do WKP(b). Jesienią 1943 brał udział w walkach o rozszerzenie przyczółka na zachodnim brzegu Dniepru i odpieraniu niemieckich kontrataków, gdzie zadał Niemcom duże straty. W styczniu 1945 uczestniczył w walkach na terytorium obecnego województwa świętokrzyskiego (operacji sandomiersko-śląskiej), w tym w walkach nad Czarną Nidą, 17 lutego 1945 w walkach o Benau (obecnie Bieniów k. Żar), w której się wyróżnił, a później w operacji górnośląskiej, pod koniec której został trzykrotnie ranny i zmarł. Jego imieniem nazwano ulicę w jego rodzinnej wsi.

## Odznaczenia
- Złota Gwiazda Bohatera Związku Radzieckiego (pośmiertnie, 27 czerwca 1945)
- Order Lenina (pośmiertnie)
- Order Czerwonego Sztandaru
- Order Wojny Ojczyźnianej I klasy
- Order Sławy
- Order Czerwonej Gwiazdy

I medale.